# Giessendam
Giessendam is een Nederlands dorp alsook een voormalige gemeente in de Alblasserwaard. De gemeente is in 1957 opgegaan in de nieuwe gemeente Hardinxveld-Giessendam. De naam wordt ook wel gebruikt als verkorting van Hardinxveld-Giessendam.
Het dorp Giessendam is ontstaan in de loop van de 15e eeuw. In de loop der eeuwen breidde de lintbebouwing zich vooral oostwaarts een aantal kilometers uit, tot de grens met (Neder-)Hardinxveld; de bebouwing werd geleid door de dijk langs het riviertje de Giessen, de Buitendams. Aan de andere kant van het riviertje ligt Neder-Hardinxveld.

## Geboren
- Aart van Bennekum (1909-1972), schilder en beeldhouwer
- Cees Verspuij (1938-2024), politicus